# Loge-Fougereuse
Loge-Fougereuse est une commune française située dans le département de la Vendée, en région Pays de la Loire.

## Géographie

### Localisation
Le territoire municipal de Loge-Fougereuse s'étend sur 1 035 hectares. L'altitude moyenne de la commune est de 131 mètres, avec des niveaux fluctuant entre 90 et 166 mètres,.
| La Châtaigneraie        | Breuil-Barret   |                        |
| Antigny                 | Loge-Fougereuse | La Chapelle-aux-Lys    |
| Saint-Maurice-des-Noues |                 | Saint-Hilaire-de-Voust |

### Climat
Pour des articles plus généraux, voir Climat des Pays de la Loire et Climat de la Vendée.
En 2010, le climat de la commune est de type climat océanique altéré, selon une étude du CNRS s'appuyant sur une série de données couvrant la période 1971-2000. En 2020, Météo-France publie une typologie des climats de la France métropolitaine dans laquelle la commune est exposée à un climat océanique et est dans la région climatique Poitou-Charentes, caractérisée par un bon ensoleillement, particulièrement en été et des vents modérés.
Pour la période 1971-2000, la température annuelle moyenne est de 11,7 °C, avec une amplitude thermique annuelle de 14,4 °C. Le cumul annuel moyen de précipitations est de 909 mm, avec 12,6 jours de précipitations en janvier et 7,1 jours en juillet. Pour la période 1991-2020, la température moyenne annuelle observée sur la station météorologique de Météo-France la plus proche, sur la commune de Scillé à 10 km à vol d'oiseau, est de 12,1 °C et le cumul annuel moyen de précipitations est de 954,6 mm,. Pour l'avenir, les paramètres climatiques de la commune estimés pour 2050 selon différents scénarios d'émission de gaz à effet de serre sont consultables sur un site dédié publié par Météo-France en novembre 2022.

## Urbanisme

### Typologie
Au 1er janvier 2024, Loge-Fougereuse est catégorisée commune rurale à habitat dispersé, selon la nouvelle grille communale de densité à sept niveaux définie par l'Insee en 2022.
Elle est située hors unité urbaine. Par ailleurs la commune fait partie de l'aire d'attraction de La Châtaigneraie, dont elle est une commune de la couronne,. Cette aire, qui regroupe 10 communes, est catégorisée dans les aires de moins de 50 000 habitants,.

### Occupation des sols
L'occupation des sols de la commune, telle qu'elle ressort de la base de données européenne d’occupation biophysique des sols Corine Land Cover (CLC), est marquée par l'importance des territoires agricoles (96,9 % en 2018), une proportion sensiblement équivalente à celle de 1990 (97,3 %). La répartition détaillée en 2018 est la suivante : 
zones agricoles hétérogènes (54,5 %), terres arables (32,1 %), prairies (10,3 %), zones urbanisées (3,1 %). L'évolution de l’occupation des sols de la commune et de ses infrastructures peut être observée sur les différentes représentations cartographiques du territoire : la carte de Cassini (XVIIIe siècle), la carte d'état-major (1820-1866) et les cartes ou photos aériennes de l'IGN pour la période actuelle (1950 à aujourd'hui).

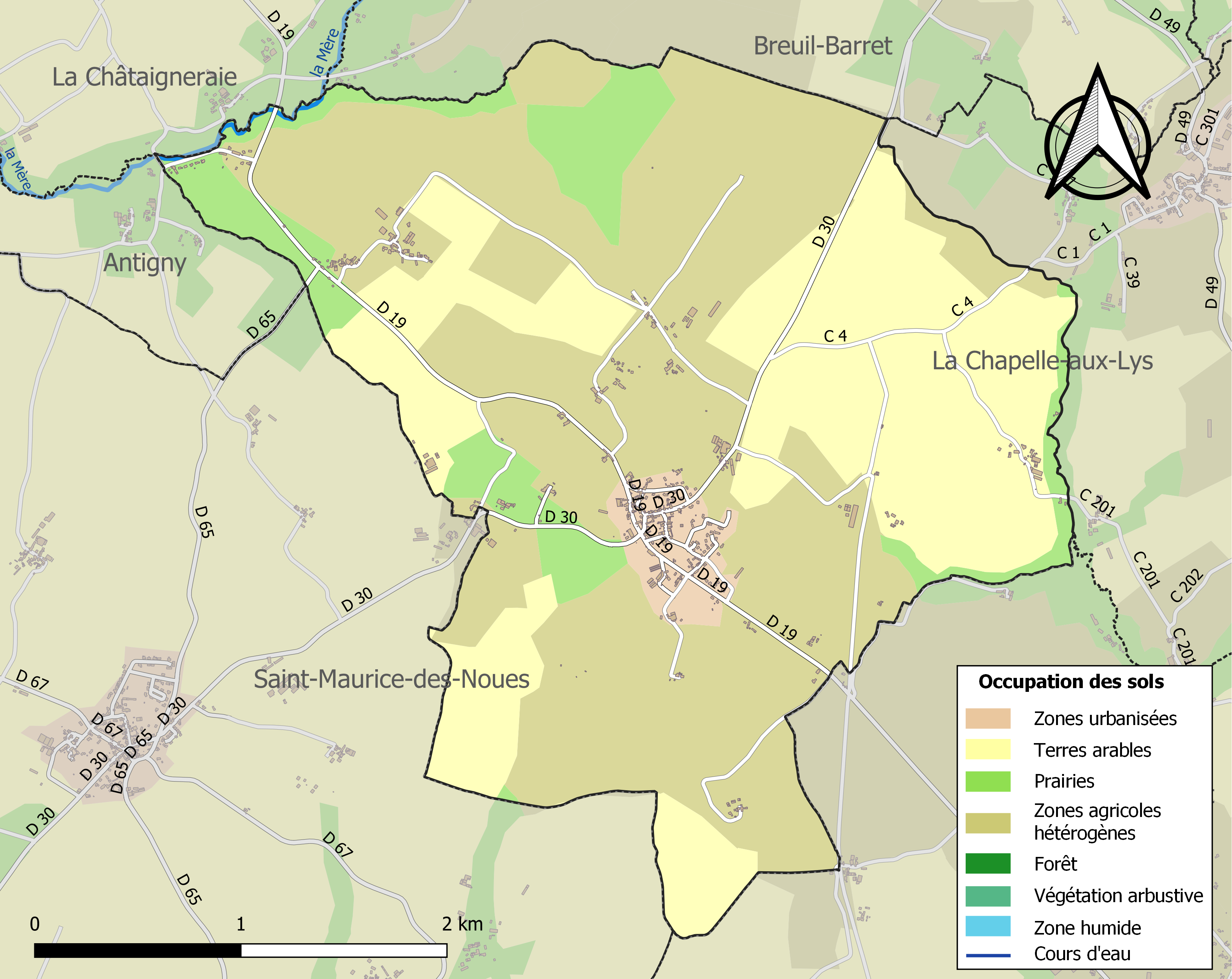
Carte des infrastructures et de l'occupation des sols de la commune en 2018 (CLC).

## Toponymie
Loge est issue du vieux bas-francique  *laubja , de l'allemand Laub « feuillage », Laube « tonnelle », du néerlandais loof[réf. nécessaire]. Son sens a évolué vers celui de hutte puis de cabane en bois, de hangar ou d'abri pour les animaux recouverts de feuillage, et enfin vers les sens modernes que nous connaissons, avec un dérivé de fougère[réf. nécessaire].

## Politique et administration

### Liste des maires
| Période                                  | Période               | Identité          | Étiquette | Qualité                                                |
| ---------------------------------------- | --------------------- | ----------------- | --------- | ------------------------------------------------------ |
| Les données manquantes sont à compléter. |                       |                   |           |                                                        |
| 1867                                     | 1903 (décès)          | Arsène Texier     | Droite    | Propriétaire Conseiller d'arrondissement (1898 → 1903) |
| 1903                                     | 1935                  | Télèphe Arnaud    |           |                                                        |
| 1935                                     | 1941                  | Benjamin Souchard |           |                                                        |
| 1941                                     | 1943                  | Louis Baty        |           |                                                        |
| 1943                                     | 1948                  | Émile David       |           |                                                        |
| 1948                                     | mars 1977             | Raymond Chabirand |           |                                                        |
| mars 1977                                | 1984                  | Arthur Garnier    |           | Retraité des finances                                  |
| 1984                                     | juin 1995             | Gabriel Gerbaud   |           | Agriculteur, ancien premier adjoint                    |
| juin 1995                                | mars 2013 (démission) | André Cordon      |           | Retraité                                               |
| mars 2013                                | mars 2014             | Michelle David    |           |                                                        |
| mars 2014                                | En cours              | Alain Careil      |           |                                                        |

## Population et société

### Démographie

#### Évolution démographique
L'évolution du nombre d'habitants est connue à travers les recensements de la population effectués dans la commune depuis 1793. Pour les communes de moins de 10 000 habitants, une enquête de recensement portant sur toute la population est réalisée tous les cinq ans, les populations de référence des années intermédiaires étant quant à elles estimées par interpolation ou extrapolation. Pour la commune, le premier recensement exhaustif entrant dans le cadre du nouveau dispositif a été réalisé en 2007.

En 2022, la commune comptait 383 habitants, en stagnation par rapport à 2016 (Vendée : +5,33 %, France hors Mayotte : +2,11 %).
| 1793 | 1800 | 1806 | 1821 | 1831 | 1836 | 1841 | 1846 | 1851 |
| ---- | ---- | ---- | ---- | ---- | ---- | ---- | ---- | ---- |
| 800  | 606  | 590  | 622  | 629  | 587  | 590  | 614  | 629  |

| 1856 | 1861 | 1866 | 1872 | 1876 | 1881 | 1886 | 1891 | 1896 |
| ---- | ---- | ---- | ---- | ---- | ---- | ---- | ---- | ---- |
| 642  | 639  | 621  | 656  | 641  | 629  | 619  | 623  | 653  |

| 1901 | 1906 | 1911 | 1921 | 1926 | 1931 | 1936 | 1946 | 1954 |
| ---- | ---- | ---- | ---- | ---- | ---- | ---- | ---- | ---- |
| 638  | 616  | 599  | 529  | 484  | 481  | 481  | 467  | 437  |

| 1962 | 1968 | 1975 | 1982 | 1990 | 1999 | 2006 | 2007 | 2012 |
| ---- | ---- | ---- | ---- | ---- | ---- | ---- | ---- | ---- |
| 380  | 383  | 350  | 341  | 341  | 370  | 358  | 356  | 375  |

| 2017 | 2022 | - | - | - | - | - | - | - |
| ---- | ---- | - | - | - | - | - | - | - |
| 387  | 383  | - | - | - | - | - | - | - |

#### Pyramide des âges
En 2018, le taux de personnes d'un âge inférieur à 30 ans s'élève à 34,3 %, soit au-dessus de la moyenne départementale (31,6 %). À l'inverse, le taux de personnes d'âge supérieur à 60 ans est de 23,9 % la même année, alors qu'il est de 31,0 % au niveau départemental.
En 2018, la commune comptait 203 hommes pour 195 femmes, soit un taux de 51,01 % d'hommes, largement supérieur au taux départemental (48,84 %).
Les pyramides des âges de la commune et du département s'établissent comme suit.
| Hommes | Classe d’âge | Femmes |
| ------ | ------------ | ------ |
| 0,5    | 90 ou +      | 0,5    |
| 6,0    | 75-89 ans    | 7,2    |
| 18,0   | 60-74 ans    | 15,6   |
| 26,7   | 45-59 ans    | 19,3   |
| 16,9   | 30-44 ans    | 20,7   |
| 11,7   | 15-29 ans    | 12,2   |
| 20,1   | 0-14 ans     | 24,6   |

| Hommes | Classe d’âge | Femmes |
| ------ | ------------ | ------ |
| 0,8    | 90 ou +      | 2,2    |
| 8,7    | 75-89 ans    | 11,1   |
| 20,3   | 60-74 ans    | 21,3   |
| 20     | 45-59 ans    | 19,4   |
| 17,5   | 30-44 ans    | 16,8   |
| 15     | 15-29 ans    | 13,2   |
| 17,7   | 0-14 ans     | 16,1   |

## Culture locale et patrimoine

### Lieux et monuments
- Église Saint-Gilles.

### Héraldique
| Blason de Loge-Fougereuse | Blason  | Tiercé en pairle renversé : au 1er de sinople à une biche couchée, la tête contournée, au naturel, au 2e d'or à une feuille de fougère de sinople posée en bande, au 3e d'argent à trois fasces ondées d'azur, à un cœur double, vidé, entrelacé, couronné et croiseté de gueule brochant. |
| Blason de Loge-Fougereuse | Détails | Le statut officiel du blason reste à déterminer. |

## Pour approfondir